# Parmena unifasciata
Parmena unifasciata је инсект из реда тврдокрилаца (Coleoptera) и фамилије стрижибуба (Cerambycidae). Припада потфамилији Lamiinae.

## Распрострањење и станиште
Распрострањена је у већем делу европског Медитерана. У Србији је налажена само у Националном парку Ђердап. Термофилна је врста. 

## Опис
Parmena unifasciata је дугaчка 6—10 mm. Тело је смеђе. На покрилцима је, у средишњем делу, широка, зупчаста, тамносмеђе томентирана врпца, непрекинута на шаву, напред и назад омеђена изузетно светлом, жућкастом пругом.

## Биологија и развиће
Имага су активна у касно пролеће и у лето, од маја до септембра. Ларва је полифагна и развија се у стабљикама и гранчицама липе, храста, бреста, букве, клена, питомог кестена, јове, леске, бршљaна, зове, врста рода Prunus и других. Имага су активна ноћу, на биљкама домаћинима.  